# Ethel Sigimanu

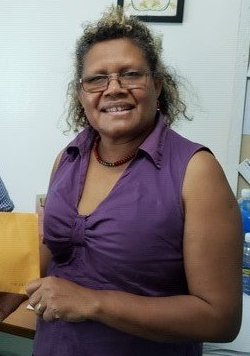
Ethel Sigimanu 2019

Ethel Falu Sigimanu ist eine Regierungsbeamtin in den Salomonen. 2017 wurde sie von ihrem Posten als Permanent Secretary (Staatssekretärin) des Ministry of Women, Youth and Children Affairs (Ministerium für Frauen, Jugend und Kinder) als Permanent Secretary am Ministry of Justice and Legal Affairs (Justizministerium) versetzt. Sie gilt als „Wachhund“ für Frauenrechte in den Salomonen.
Sigimanu war verantwortlich für die Verabschiedung des Family Protection Act 2014, der ersten Gesetzgebung gegen Häusliche Gewalt in den Salomonen, und für den Child and Family Welfare Act 2017. Sie entwickelte die Richtlinien für Gender-Gleichheit und Frauenhilfen und war Koordinatorin der Solomon Islands Family Health and Safety Study; die Studie veröffentlichte ihre Ergebnisse 2009, woraufhin die Regierung häusliche Gewalt und Geschlechtsspezifische Gewalt stärker in den Fokus nahm.
Sigimanu ist auch Mitglied in einer ganzen Reihe von nationalen und regionalen Organisationen, die für Gender- und Menschenrechte kämpfen.